# Panarello (cognome)
Panarello è un cognome di lingua italiana.

## Varianti
Panarelli, Panarella, Pannarello, Pannarelli, Panaro, Panariello.

## Origine e diffusione
Deriva dal vocabolo siciliano panareddu, a sua volta derivato dal latino panarium, che significa "paniere"; ciò a indicare il mestiere (cestaio, panieraio o fornaio) del capostipite della famiglia, o un aspetto del suo carattere (buono come il pane).
Cognome tipicamente siciliano, è presente prevalentemente nel l'Italia meridionale. Il cognome è portato da poco meno di 400 famiglie, in particolare nel messinese e nel catanese, ma anche nel casertano, napoletano e nel salernitano.

## Persone
- Melissa Panarello – scrittrice italiana